# Wojciech Szczepanik
Wojciech Robert Szczepanik (ur. 17 kwietnia 1980 w Busku-Zdroju) – polski urzędnik samorządowy, polityk i prawnik, w 2015 wicewojewoda małopolski.

## Życiorys
Absolwent prawa na Uniwersytecie Jagiellońskim. Pracował jako prawnik w prywatnych kancelariach, udzielał również społecznie porad prawnych w Stowarzyszeniu Europejskiego Centrum Edukacji i Rozwoju w Krakowie. Związał się z Polskim Stronnictwem Ludowym, od 2005 do 2007 był współpracownikiem europosła Czesława Siekierskiego. W 2007 został wiceprezesem Małopolskiej Agencji Rozwoju Regionalnego, odpowiedzialnym za Centrum „Business in Małopolska”. Nadzorował też wydatkowanie funduszy unijnych. W czerwcu 2014 przeszedł na fotel szefa krakowskiego oddziału Zakładu Ubezpieczeń Społecznych. 16 lutego 2015 powołany na stanowisko wicewojewody małopolskiego. Odwołany z dniem 9 grudnia 2015, powrócił na krótko do prezesowania oddziałowi ZUS. Następnie od stycznia 2016 do grudnia 2018 pozostawał sekretarzem województwa małopolskiego, po czym został członkiem zarządu Wodociągów Miasta Krakowa. W 2015 bez powodzenia kandydował do Sejmu, a w 2018 do sejmiku małopolskiego.